# 麦肯齐·鲍威尔
麦肯齐·鲍威尔爵士（Sir Mackenzie Bowell，1823年12月27日—1917年12月10日），1894-1896年曾任加拿大總理。他是加拿大国父约翰·亚历山大·麦克唐纳爵士死后的4位继任人中间相对平庸的一个。在处理曼尼托巴法语学校问题和执行日常工务上的失策，导致了加拿大历史上罕见的内阁成员集体哗变。然究其一生，依然不失为一位杰出的加拿大政治家。

## 早年生活
1823年12月27日出生在英格兰的萨福克郡。10岁那年，随着当木匠的父亲来到加拿大后，被父亲送到当地的一家报纸《贝尔维尔信使报》当印刷学徒。按照当时的习惯，他同老板住在一起。老板叫乔治·本杰明，是为有影响的人物。老板不仅把他训练成一个熟练的印刷工人，而且对他的性格有很大影响。事实上，鲍威尔的生涯的很多重要方面都接近乔治·本杰明。
18岁的时候他已经省下一大笔钱，于是辞去工作到哈斯丁县的悉尼上学，在学校里他刻苦学习，6个月即获得教师合格证书，受雇于附件的一座高级中学。就在他即将应聘担任教师之前的那个星期六，他接受本杰明的请求，回到《贝尔维尔信使报》担任工头，月薪10元，6个月后，本杰明让给他部分股权。
1847年，鲍威尔同当地的一位姑娘哈里特·穆尔（Harriet Moore）结婚。他追求这位女士已经整整五年。他们结婚后生育了9个孩子。
鲍威尔与内弟合伙买下本杰明的《贝尔维尔信使报》；但他不久以后就买下内弟的股权，成为这家报纸的唯一出版者和主编。

## 登上政坛
雄辩好胜的鲍威尔当然要参加政治。鲍威尔加入上加拿大的两个组织。毫无疑问，加入这两个组织有利于他的政治前途。一个组织是地方民兵武装；在这个远离英国的殖民地，地方民兵武装绝非象征性的武装。当时令人不安的美国国内政治家都在大谈领土扩张命定说。鲍威尔是贝尔维尔步枪队的创始人之一，又是这个组织的成员；他为此而非常自豪。美国内战期间，鲍威尔参加了守卫上加拿大西部边疆的队伍；芬尼党人第一次进攻加拿大的时候，他正在普列斯科特要塞执行特别任务。
另一个组织是“奥兰治党”。它在当时的加拿大政治生活中影响很大。参加这个重要的新教徒组织，对于许多选区（特别是东安大略）的选举很有必要。鲍威尔19岁的时候加入这一组织以后，承担了越来越多的义务，最后成为“不列颠北美大师”。鲍威尔提出了好战的新教思想。他的许多追随者深受种族主义影响，敌视法语加拿大及其独特的文化。
具有讽刺性的是，鲍威尔开始政治生涯以后被迫做出于“奥兰治党”的观点相悖的决定。1863年，鲍威尔从前的老板本杰明在担任北哈斯特斯保守党议员14年以后，决定隐退。鲍威尔接受提名取代本杰明参加竞选。这是一次相当激烈的纷争。从某种意义上来说，自由党人乔治·布朗的《环球报》挑起了这场纷争。种族和宗教是争论的主要问题；党派之间的强烈敌意充斥着这次竞选。鲍威尔支持保守党以法语加拿大为后盾。同其他保守党人一样，鲍威尔被迫为自己的党辩护，即使他这样做违背了自己“奥兰治党”的观点。鲍威尔的处境有助于解释他在1863年的失败。
1863年到1867年间，各种新力量在加拿大兴起。1864年的夏洛特敦会议和魁北克会议为建立联邦铺平了道路。到了1867年，地区纠纷退居次要地位。保守党人在安大略省取得了胜利；鲍威尔也再北哈斯特斯当选为下议员。直到1892年进入参议院时为止，鲍威尔一直占有下议院的席位。
鲍威尔的雄心把他拖入议会的繁忙事务。他进入议会后很快成为引入注目的人物。鲍威尔最擅长批评别人。“太平洋铁路丑闻”导致约翰·麦克唐纳爵士下台，亚历山大·麦肯齐的自由党政府上台，鲍威尔就成了在野的保守党的最强有力的声音之一。1878年，麦克唐纳重返政坛时，鲍威尔入阁并不令人吃惊，此后他一直担任关税部长，保护新生的加拿大工业。
鲍威尔虽然是麦克唐纳内阁的成员，但他这位老党魁的关系并不密切。保守党基本上是安大略的奥兰治党和魁北克的天主教派之间不稳定的联盟。麦克唐纳、卡蒂埃、塔珀、汤普森之类的温和派填补两派之间的鸿沟。麦克唐纳的内阁中还包括了来自魁北克的民族主义者赫克托·朗之万，所以麦克唐纳需要鲍威尔在内阁中起平衡作用。
麦克唐纳去世以后，鲍威尔担任约翰·阿伯特政府的民兵管理部长和汤普森政府的首任商贸部长。他怀着满腔热情管理者新的部门，在一年内，他率领的贸易代表团访问了澳大利亚，强烈要求敷设连接加拿大和澳大利亚的海底电缆。他组织了殖民地会议，并担任了第二年在渥太华召开的殖民地会议主席。
汤普森任命他为参议员，还担任这参议院执政党主席。鲍威尔有些勉强的接受了在参议院的席位。因为进入参议院就意味着要放弃占有25年之久的北哈斯特斯的下议院席位。此外，进入参议院还意味着实质性的政治影响的结束。

## 短暂组阁
1894年，总理约翰·斯帕洛·戴维·汤普森去世以后，鲍威尔担任代理总理。这一职务本来应有前总理的法定继承人担任，但事实并非如此。1894年，总督阿伯丁伯爵约翰·坎贝尔·汉密尔顿-戈登任命鲍威尔组织政府，在正常情况下，这一任命为非常荒唐的。但是，汤普森没有指定继承人，他留下的内阁软弱而混乱。鲍威尔接受阿伯丁的任命时，没有其他领袖能团结内阁。正是由于加拿大保守党内出现衰败的现象，鲍威尔才得以组成那个倒霉的内阁。
鲍威尔下台的主要原因是又来已久的曼尼托巴学校争端。加拿大联邦建立以后，法裔加拿大人在魁北克和曼尼托巴赢得保留罗马天主教学校的权利，遭到曼尼托巴新教徒的强烈反对。1890年，曼尼托巴省立法机构取消了法语作为官方语言的地位，建立一种不迎合任何宗教信仰的教育体制。曼尼托巴和魁北克两省强有力的罗马天主教领袖立即要求否决《曼尼托巴省学校法案》。
麦克唐纳这位拖延大师提议该法案交法院裁决，终于推迟了这个问题的爆发，但是这个火山在鲍威尔跟前爆发。如果由联邦政府决定的话，它能够通过补充立法恢复1890年以前的曼尼托巴学校体制。鲍威尔最后同意发布补救性命令；但由于他长时间迟疑不决，保守党内重要人物对他失去了信心。
鲍威尔发布的命令为时太晚，不能安抚他在保守党内的反对派。但鲍威尔的命令激怒了整个曼尼托巴，结果帮了格林维尔及其自由党追随者的忙。曼尼托巴省拒绝执行鲍威尔的命令。该省的自由党政府认为，省政府有权决定自己的教育政策。
鲍威尔左右为难，曼尼托巴省不服从联邦政府；魁北克要求采取行动，同情曼尼托巴的安大略新教徒批评鲍威尔走的太远。而威尔弗里德·劳雷尔这颗自由党新星这时正冉冉升起。作为来自法语加拿大的自由党全国领袖，劳里埃为人机智，没有像奥兰治党所预料的那样---本能的支持法语加拿大和罗马天主教。劳里埃相信不管他做出什么样的决定魁北克最终还会跟随他，所以拒绝支持鲍威尔。
鲍威尔的支持者原来越少。在通过一项突然袭击的动议时，鲍威尔的内阁七名阁员表示他们对鲍威尔失去了信心，进而辞职。法语加拿大人认为，那些被鲍威尔称为“一伙叛徒”的人之所以变节是为了防止鲍威尔采取补救性措施。事实上，这些阁员的反叛是为了抗议这位总理的无能，这时的政府管理机构几乎陷入停顿。他们要求鲍威尔辞职让位给受人尊敬的老政治家查尔斯·塔珀爵士。查尔斯·塔珀曾在伦敦担任高级专员一职，刚刚离职回到加拿大。鲍威尔大为震惊，羞怒之余痛斥背叛他的内阁阁员，继续控制残缺的内阁，直到1896年4月才被查尔斯·塔珀取代。
鲍威尔继任总理时，保守党行政当局已经病入膏肓，鲍威尔短暂的统治仍然不能避免一场灾难。查尔斯·塔珀爵士上台以后面临一项长期政治觉醒任务。鲍威尔统治的后果是产生了此后统治加拿大15年的自由党政府。1896年，鲍威尔称为参议院的保守党领袖，直到1917年。
1917年12月10日于渥太华逝世，享年93岁。